# 宗派

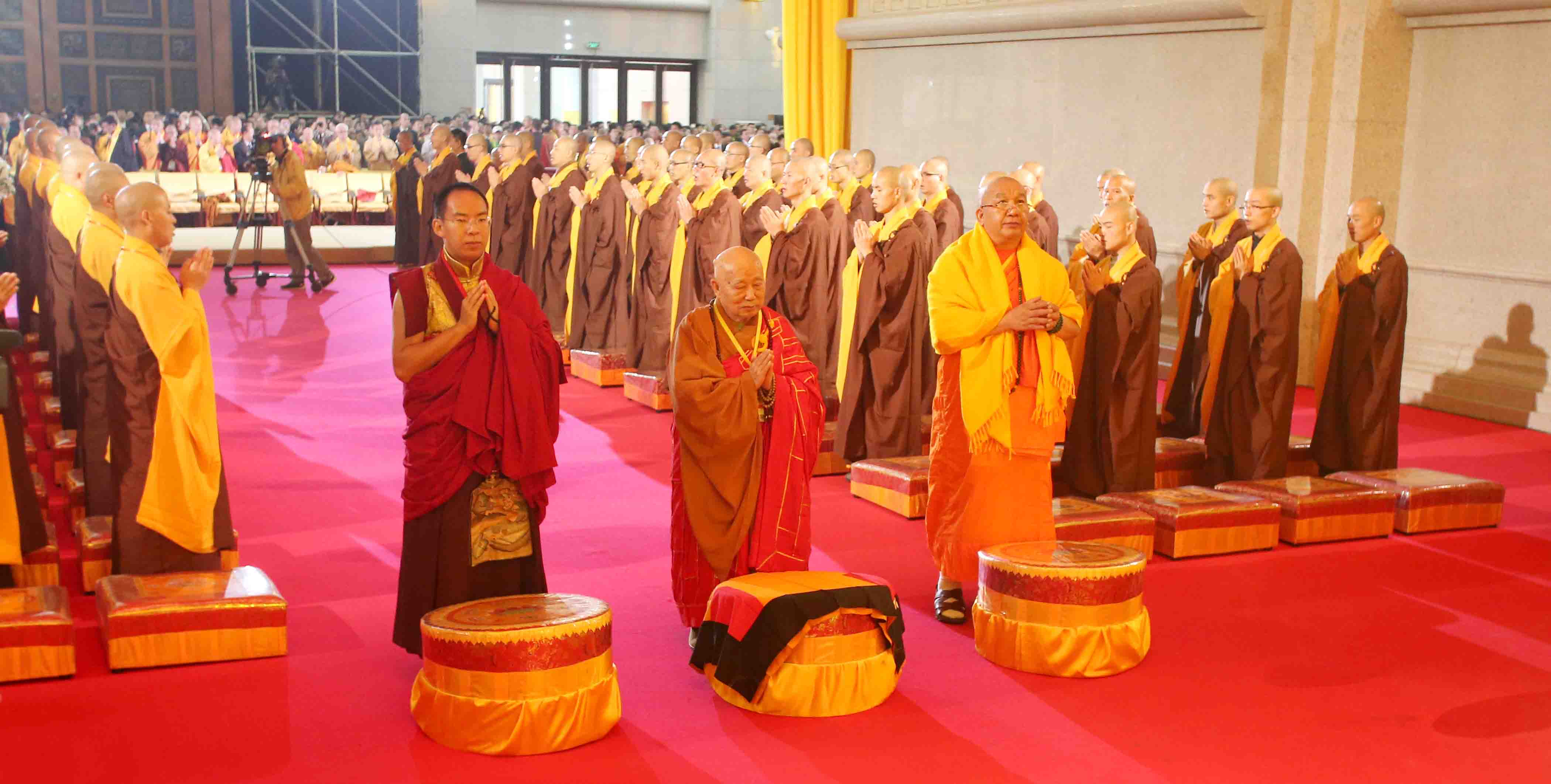

宗派（しゅうは）は、教義・信仰対象などの違いや歴史的経緯により生じた分派である。主に仏教において用いられる。実際にどんな仏教の宗派があるかについては、十三宗五十六派およびCategory:仏教の宗派を参照。

## 宗派の実態
- 現代日本における宗派という言葉は、場合によって意味する範囲が異なる。ひとくちに宗派と言っても、（各分派の細かい差異には目をつぶって）大まかな宗旨・宗派を漠然と意味している場合（例：天台宗・真言宗・浄土宗・浄土真宗）や、寺院の現在の所属教団名のことを意味している場合（例：真言宗醍醐派、聖観音宗）や、伝統的な宗派門流を意味している場合（例：浄土宗白旗派、日蓮宗日什門流）などがある。
- 江戸時代までは、一つの寺院が複数の宗派を兼ねていることも珍しくなかった。
- 派名（●●宗××派）を名乗っていない宗派においても、曹洞宗や天台宗のように、下位の流派が独立教団にならずに大同団結しているところもあれば、日蓮宗や浄土宗のように、他に有力な分派があるにもかかわらず、ある分派が自身の教団をその宗派の正統として派名を名乗っていないところもある。
- 無宗派を標榜する寺院（佛國寺）も存在する[1]。
- 戦後になって教団から独立した寺院においては、歴史的背景があるのにもかかわらず、伝統とは異なる独自の教団名を名乗っているところもある。法隆寺の聖徳宗、浅草寺の聖観音宗などがある。これらは、実際には新たな教義を打ち立てた宗派と呼べるようなものではない。
- 現在、真言宗や臨済宗は、多数の分派に分かれているが、教義上の分派というよりも、近世の本末関係に基づいてそれぞれの教団に分かれた傾向にある。
- 現在所属している教団と伝統的な宗派門流と現在の活動はそれぞれ異なる場合がある。以下は架空の例である。

| 寺院 | 伝統的な宗派 | 現在の所属（包括宗教法人） | 現在の教義    |
| ---- | ------------ | -------------------------- | ------------- |
| A寺  | A宗A派       | A宗                        | A宗A派        |
| B寺  | A宗B派       | A宗                        | A宗B派        |
| C寺  | A宗B派       | A宗B派                     | A宗B派        |
| D寺  | A宗B派       | 単立                       | A宗B派        |
| E寺  | A宗B派       | A宗B派                     | A宗B派+新宗教 |

## 近現代日本の仏教の組織体制について
宗派の組織は、世俗的な国家機関とほぼ対応関係にある。宗派の象徴としての天皇に相当するのが、門主や管長である。内閣総理大臣に当たるのは、宗務総長などと呼ばれる宗務所の事務的な最高責任者である。国会に相当する宗議会も設置されており、全国の末寺から選ばれた宗議会議員が、国会議員に当たり、宗派にとっての重要事項を議決する。ただ、宗派によっては、管長などの本山住職が宗務総長の権限も兼任している場合もある。また、行政機関に相当する宗派の組織を内局や宗務庁などと呼び、その事務所が宗務所である。内局の中には、教学部や財務部、総務部といった各省庁に相当する部署が存在し、それぞれに担当の部長が任命される。
巨大宗派の場合、この内局の業務が繁雑になるため、その解消策として、各地方ごとに宗務機関としての教区事務所や宗務所などの機関を設置して各地方の宗務を処理している。教区では、末寺を組（そ）と呼ばれる末端の組織によって管理している。各地域における布教活動などは、この組を基本として行なわれる。
また、曹洞宗では、司法機関に相当する「審事院」と呼ばれる機関を設けている。